# 方形回内筋
方形回内筋（ほうけいかいないきん、英語: pronator quadratus muscle）は人間の上肢の筋肉で前腕の回内を行う。
尺骨下部（遠位1/4）の前面から起こり、橈骨下端（遠位1/4）の前面で停止する。